# Ioan de Gaunt, Duce de Lancaster
John de Gaunt, Duce de Lancaster (n. 6 martie 1340 – d. 3 februarie 1399) a fost membru al Casei Plantagenet, al treilea fiu al regelui Eduard al III-lea al Angliei și a Filipei de Hainault. A fost numit "John de Gaunt" deoarece s-a născut la Gent, intrat în engleză ca Gaunt. Când mai târziu a devenit nepopular, au circulat zvonuri macabre că el ar fi fost de fapt fiul unui măcelar Gent, probabil din cauză că Eduard al III-lea nu a fost prezent la naștere. Această poveste întotdeauna l-a înfuriat.

## Familie
Pe data de 19 May 1359, Ioan s-a căsătorit cu verișoara sa, Blanche de Lancaster , ambi fiind descendenți al Regelui Henric al III-lea.Mariajul lor se speculează a fi unul fiind fericit, dovădăfiind faptul că Ioan a ales sa fie îmormântat cu Blanche, prima lui soție.
- Filipa de Lancaster, Regină Consoartă a Portugaliei (31 Martie 1359 – 19 Iulie 1415).A fost căsătorită cu Ioan I, Rege al Portugaliei, cu care a avut 8 copii, printre care și Eduard, Rege al Portugaliei.
- Ioan de Lancaster (n.1362/1364).A murit în copilărie.
- Elizabeth de Lancaster, Ducesă de Exeter (21 Februarie 1363 – 24 Noiembrie 1464).A fost căsătorită de 3 ori și avut copii.
- Edward de Lancaster (1365).A murit  premature
- Ioan de Lancaster ( 4 Mai 1364). A murit prematur.
- Henric al IV-lea , Rege al Angliei ( 3 aprilie 1367, d. 20 martie 1413) .A preluat tronul de la Richard al III.
- Isabela de Lancaster (1368).A murit prematur.

În 1371, după moartea primei sale soții, s-a căsărotorit cu Prințesa Constance a Castiliei, Regelui Petru al Castiliei.Ioan s-a căsătorit cu ea pentru a putea obține coroana Castiliei, însă singulur copil produs din această căsătorie a fost  fată.
- Catherine de Lancaster, Regină Consortă a Castiliei și Léonului (31 Martie 1373 – 2 June 1418).S-a căsătorit cu verișorul ei, Henric al III-lea al Castiliei și a avut copii.Catherine de Aragon este descendentă a acesteia.

În timpul mariajului cu Prințesa Constance, e a avut ca amantă pe văduvă Katherine Swynford, care a născut 4 copii ilegitimi ulterior legitimi pentru Ioan de Gaunt.În 1396, Ioan a luato de soție pe Kristine, iar copii ei au fost recunoscuți oficial.
- Ioan Beaufort, Marchiz de Somerset (1373 – 16 Martie 1410). Străbunicul lui Henric al VII-lea al Angliei.
- Henric Beaufort, Episcop de Winchester (1375 – 11 Aprilie 1447).Cardinal al Biserici de la Roma.
- Joan Beaufort, Countesă de Westmorland (1379 – 13 Noiembrie 1440).Bunica maternă a lui Eduard al IV-lea al Angliei și Richard al III-lea al Angliei.
- Thomas Beaufort, Duce de Exeter (Ianuarie 1377 – 31 Decembrie 1426). Comandant in timpul razboiului de 100 de ani și Cancelar al Angliei.

Cu amantă sa, Marie de St. Hilaire of Hainaut, doamna de onoare a mamei sale, Regina Consoartă Filipa, a avut o fată.
- Doamna Blanche (1359–1388/1389).S-a căsătorit cu Thomas Morieux, dar nu a avjt copii